# Via Julia Augusta (Provinz Noricum)
Die Via Julia Augusta (auch Via Iulia Augusta) war eine Römerstraße, die in der Regierungszeit des Kaisers Augustus angelegt wurde.
Von Aquileia führte sie nordwärts über Iulium Carnicum und dem Plöckenpass bis ins Drautal, wo sie sich bei Irschen (castrum Ursen von "dux Ursus" – der Name der Straßenstation ist noch unbekannt) teilte und westwärts über Aguntum und Sebatum nach Veldidena bzw. ostwärts nach Teurnia und von dort weiter nach Virunum und Iuvavum (siehe auch Römerstraße Virunum–Iuvavum) führte.
Der Name Via Iulia Augusta ist in den antiken Quellen für diese Straße nicht belegt.

## Verlauf

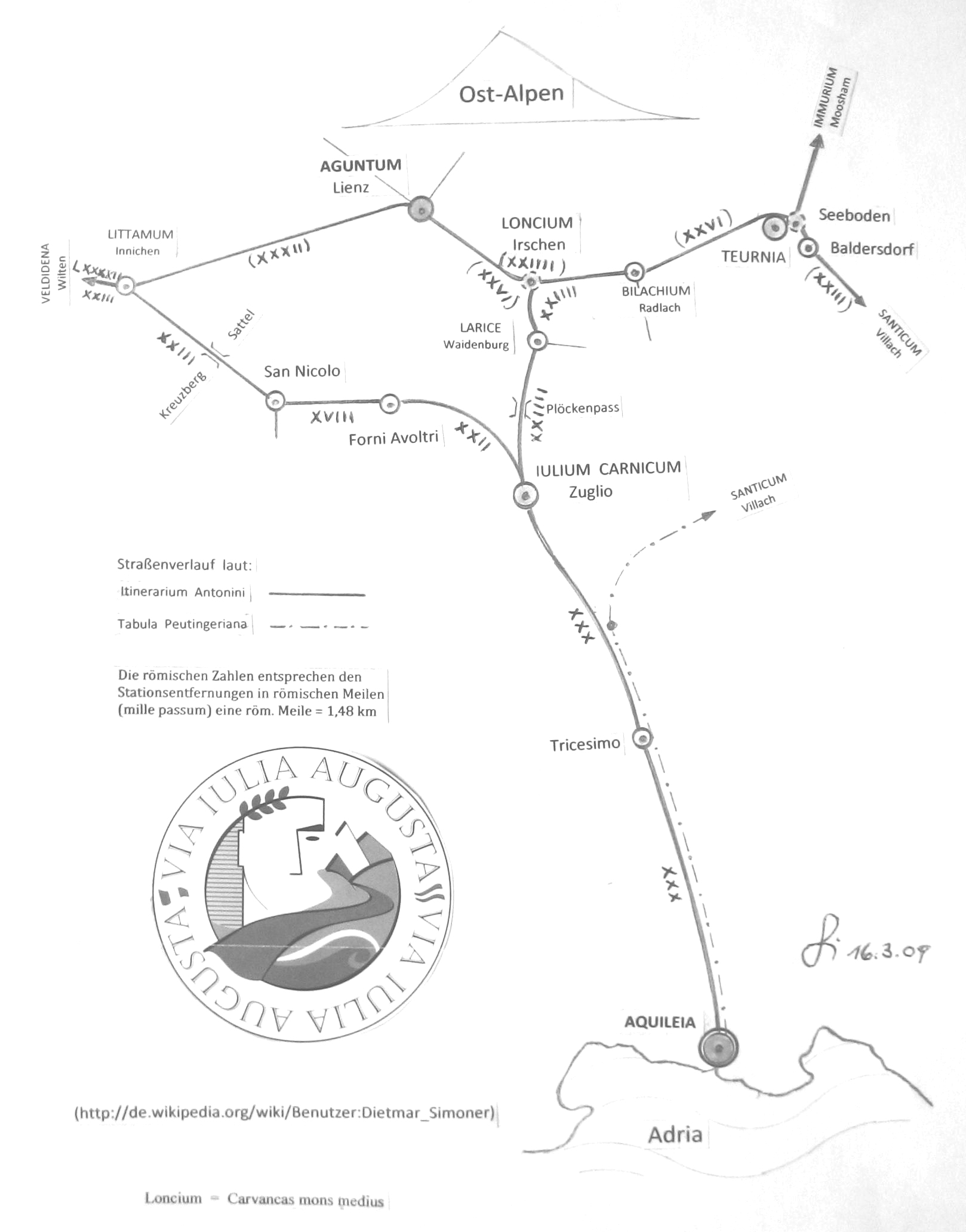
Verlauf der Via Iulia Augusta

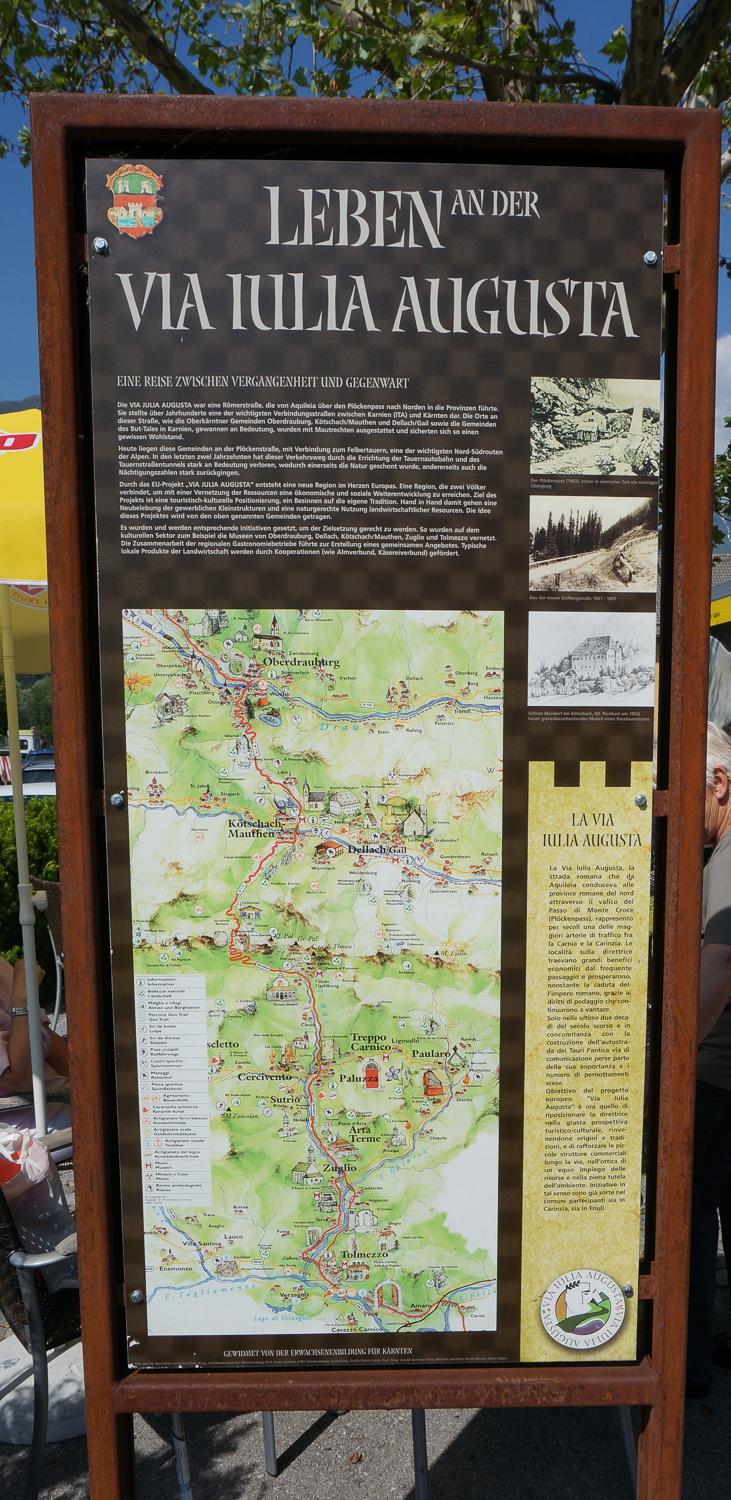
Oberkärnten Via Iulia Augusta, Verlauf Kanaltal, Italien

Im Itinerarium Antonini wird sie über den Plöckenpass und Aguntum als Abkürzung nach Veldidena geführt und die Abkürzung bis dato (1/06) zur Strecke über das Eisacktal gesehen. Die Entfernungsangaben zwischen Iulium Carnicum (Zuglio) und Littamum (Innichen) passen nur für die Route über den Kreuzbergsattel (Zuglio – (Sutrio) – Forni Avoltri – San Nicolò di Comelico – Innichen) und diese wird die Abkürzung zur Strecke über den Plöckenpass sein.
Im Weiteren besteht die Vermutung, dass die Strecke Aquileia – Virunum über Iulium Carnicum – castrum Ursen – Teurnia führte und die Strecke durchs Kanaltal nach Villach erst im 2. Jahrhundert durchgeschlagen wurde. So kann angenommen werden, dass die Angabe laut Itinerarium Antonini für die Gesamtstrecke „von Aquileia an die Donau m.p. CCLXXII“ = 402,5 km (zu kurz), richtig auf CCCLXXII m.p. lauten muss und die Reichsstraße über den Plöckenpass ins Drautal (Irschen / castrum Ursen) führte bzw. über Teurnia, mit der Straßenabzweigung nach Immurium (Moosham), Iuvavum (Salzburg) in Seeboden – Santicum (Villach/Treffen), mit der später errichteten Abzweigung ins Kanaltal – Feldkirchen, mit der Straßenabzweigung nach Immurium – St. Peter am Bichl und Karnburg, nach Virunum verlief. Die Entfernung Aquileia – Virunum beträgt CLXXXVII m.p. oder 125 gallische Leugen. 
Die Straßenstationen befanden sich in: Tricesimo (Tricensimum), Zuglio (Iulium Carnicum) mit der Abzweigung „viam Belloio“, Weidenburg im Gailtal (Larice), Greifenburg/Radlach im Drautal (Bilachium), Baldersdorf (....?....) und Villach/Treffen (Santicum). 
Die Strecke Virunum – Lauriacum (Enns an der Donau), mit CLXXXV m.p. führte über das Görtschitztal mit der ersten Straßenstation in Wieting (Kärnten). Der spätere Straßenverlauf über Friesach und durch die Klamm nach Norden wurde dann im jüngeren Straßenverzeichnis, in der Tabula Peutingeriana, aufgenommen wie auch die bei Treibach (Matucaio) abzweigende und übers Gurktal verlaufende neue Straße nach Immurium. Die Angaben für die Strecke Aquileia – Virunum durch das Kanaltal finden sich ebenso erst in der Tabula Peutingeriana.